# 布格坦
布格坦是德国巴伐利亚州的一个市镇。总面积39.21平方公里，总人口11140人，其中男性5509人，女性5631人（2011年12月31日），人口密度284人/平方公里。